# Ścinawa Mała
Ścinawa Mała (deutsch: Steinau O.S.) ist ein Ort der Stadt- und Landgemeinde Korfantów im Powiat Nyski der Woiwodschaft Opole in Polen.

## Geographie
Ścinawa Mała liegt rund zehn Kilometer südwestlich von Korfantów (Friedland O.S.), 21 Kilometer südöstlich von Nysa (Neisse) und 50 Kilometer südwestlich von Opole (Oppeln) in der Nizina Śląska (Schlesischen Tiefebene) am rechten Ufer der Steinau.
Nachbarorte von Ścinawa Mała sind im Nordwesten Jegielnica (Jäglitz), im Nordosten Przydroże Małe (Klein Schnellendorf) und Pleśnica (Plieschnitz), im Südosten Schmitsch (Śmicz) und Kohlsdorf (Kolnowice) und im Westen Ścinawa Nyska (Steinsdorf).

## Geschichte

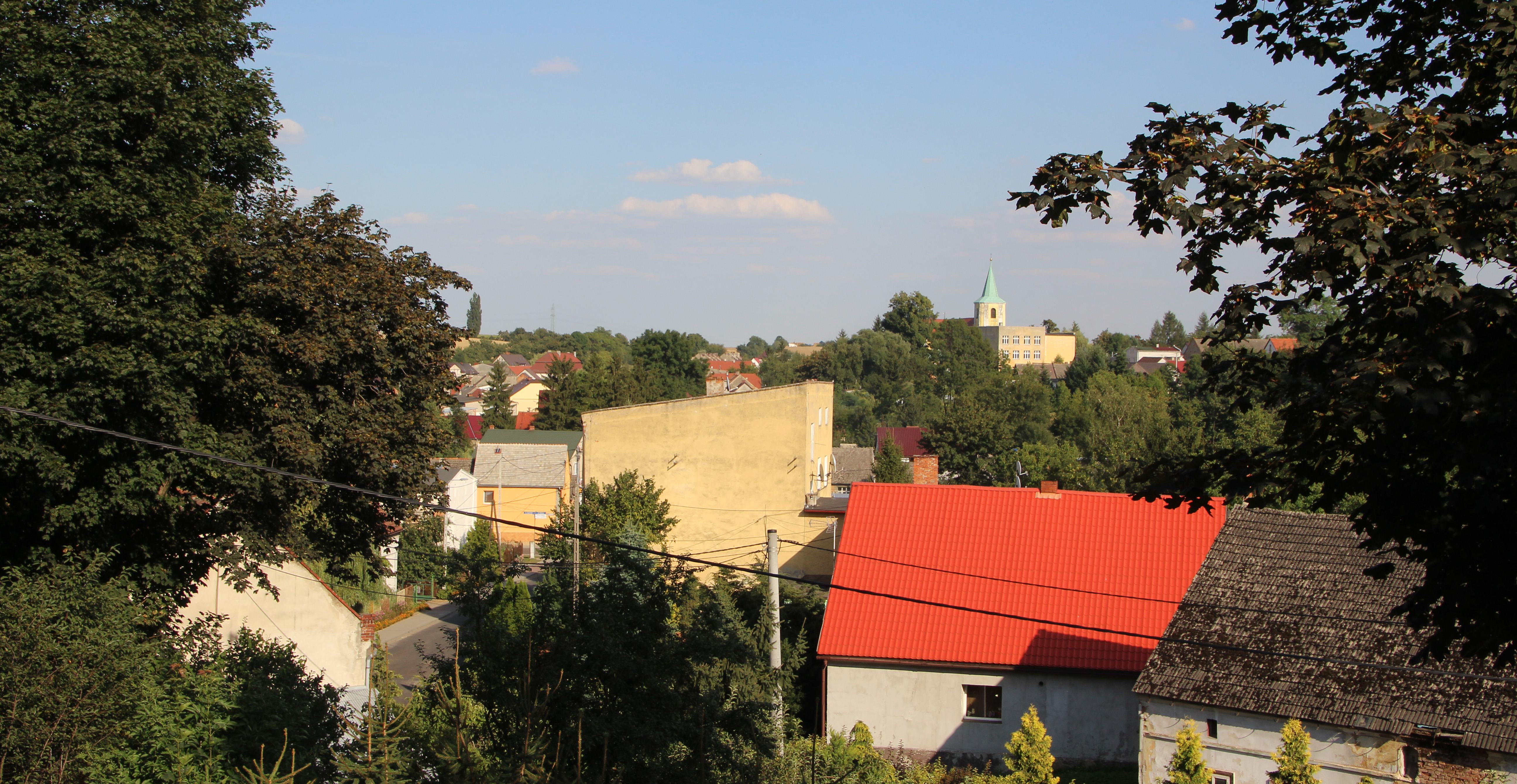
Gesamtansicht

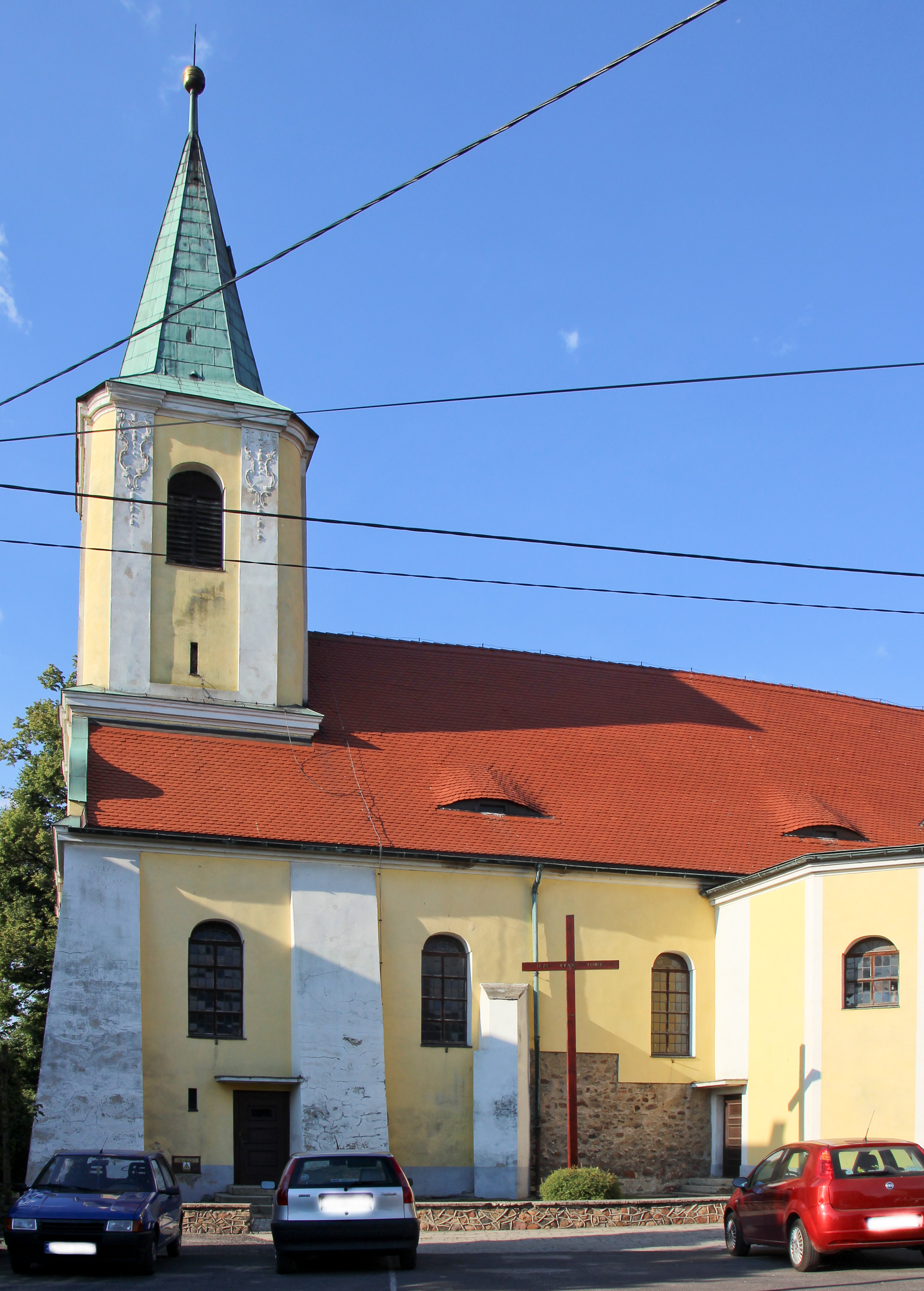
St. Mariä Heimsuchung

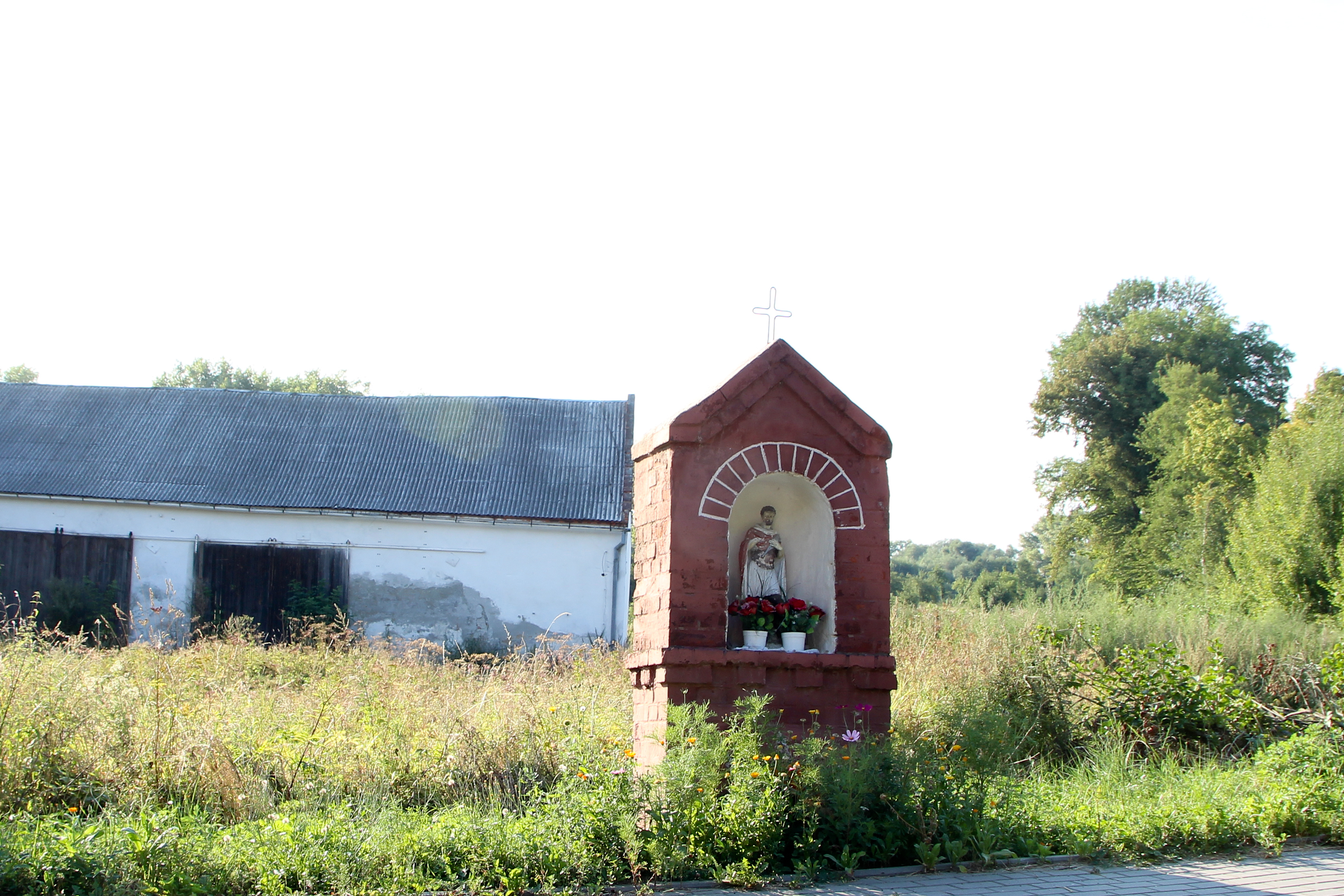
Wegekapelle

Erstmals urkundlich erwähnt wurde „Stinavia“ im Jahre 1235. 1236 schenkte es der Oppelner Kastellan „Zbroslaus“ dem Breslauer Bischof Thomas I. 1243 wurde diese Schenkung erneut bestätigt und zugleich dem Bischof genehmigt, t einen Vogt einzusetzen. 1260 erhielt der Ort Neumarkter Recht und wurde zu Marktflecken erhoben. Für 1282 ist die Ortsbezeichnung Kamena belegt.
Nach dem Ersten Schlesischen Krieg 1742 fiel Steinau O.S. mit dem größten Teil Schlesiens an Preußen. 1780 zerstörte ein Feuer den Ort, wobei lediglich ein Haus die Flammen überstand.
Nach der Neugliederung der Provinz Schlesien gehörte die Landgemeinde Steinau O.S. ab 1816 zum Landkreis Neustadt O.S., mit dem es bis 1945 verbunden blieb. 1845 der Ort in die Ortsteile Dorf Steinau und dem Städtel Steinau getrennt. Im Städtel Steinau mit Marktflecken bestanden im Jahr 1845 105 Häuser und 841 katholische Einwohner. Im Dorf wurden 611 Einwohner gezählt, davon einer evangelisch. Im Ort bestanden im gleichen Jahr ein Schloss, eine katholische Pfarrkirche, eine katholische Schule, ein Vorwerk, eine Brauerei, eine Brennerei, eine Töpferei und drei Wassermühlen, sieben Weber, elf Töpfer, 40 Handwerker und 20 Händler. 1865 zählte das Städtel Steinau zehn Großackerbürger, acht Mittelbürger, 50 Kleinbürger und 67 leere Häuslerstellen. Im Dorf Steinau lebten damals 17 Bauern, 18 Gärtner und 54 Häusler. 1874 wurde der Amtsbezirk Schweinsdorf gebildet, dem die Landgemeinden Schweinsdorf, Steinau Dorf und Steinau Städtel und der Gutsbezirk Schweinsdorf eingegliedert wurden. 1885 zählte das Städtel Steinau 1145 und das Dorf Steinau 701 Einwohner.
1933 lebten in Steinau O.S. 1337 Einwohner; 1939 waren es 1594 Einwohner.
Als Folge des Zweiten Weltkriegs fiel Steinau O.S. 1945 mit dem größtes Teil Schlesiens an Polen. Die einheimische deutsche Bevölkerung wurde 1946 weitgehend vertrieben. Die neu angesiedelten Bewohner waren teilweise Zwangsumgesiedelte aus Ostpolen, das an die Sowjetunion gefallen war.
Von 1945 bis 1950 gehörte Ścinawa Mała zur Woiwodschaft Schlesien, anschließend wurde es der Woiwodschaft Opole eingegliedert. Seit 1999 gehört es zum Powiat Nyski.
2005 zählte das Dorf 754 Einwohner. 2010 wurde im Dorf ein neues Dorfgemeinschaftshaus sowie ein neues Feuerwehrhaus eröffnet. 2018 konnte durch Fördermittel aus der EU der Ring saniert werden. Der Platz erhielt eine neue Pflasterung und Bepflanzung. Die feierliche Eröffnung des neugestalteten Platzes fand am 30. September 2018 statt.

## Sehenswürdigkeiten
- Die römisch-katholische Pfarrkirche Mariä Heimsuchung (Kościół Nawiedzenia Najświętszej Marii Panny) wurde bereits 1226 erwähnt. Der heutige Bau stammt größtenteils aus dem 14. und 15. Jahrhundert. 1744 und 1796 erfolgten größere Umbauten am Kirchengebäude, wobei der Kirchturm erbaut wurde. 1896 wurde das Langhaus ausgebaut und der Chor und das Kirchenschiff im Stil des Neubarock umgebaut. Die Rokoko-Kanzel wurde zwischen 1776 und 1779 durch den Bildhauer J. Harttmann und den Maler A. Stephan geschaffen. Im Inneren der Kirche sind Gemälde der hll. Hieronymus und Ambrosius aus der Mitte des 18. Jahrhunderts sowie 14 Kreuzwegstationen von 1761.
- Das Schloss Steinau wurde Anfang des 17. Jahrhunderts von Herren von Mettich errichtet. Das Backsteingebäude besitzt einen rechteckigen Grundriss, zwei Geschosse und ein Mansarddach.[10]
- Wegekreuz
- Wegekapelle

## Vereine
- Freiwillige Feuerwehr OSP Ścinawa Mała

## Persönlichkeiten
- Martin Janus (1620–1682), deutscher evangelischer Geistlicher und Kirchenliederkomponist, zeitweise Kantor in Steinau